# الیمانت، مارن
الیمانت، مارن (به فرانسوی: Allemant, Marne) یک کامین در فرانسه است که در Canton of Sézanne واقع شده‌است.

## خصوصیات
الیمانت ۱۵٫۷۷ کیلومترمربع مساحت و ۱۷۴ نفر جمعیت دارد و ۲۲۶ متر بالاتر از سطح دریا واقع شده‌است.